# Pałac w Opolu Lubelskim
Pałac w Opolu Lubelskim (wcześniej Zamek Słupeckich, Pałac Jana Tarło) – zabytkowy pałac w Opolu Lubelskim.
Barokowy pałac wojewody Jana Tarło z ok. 1740 i Lubomirskich z ok. 1766–1771, zbudowany w miejscu zamku Słupeckich z około 1613 r.
Budynek pałacu w 2 połowie XIX wieku został pozbawiony barokowych elementów architektonicznych, obniżono jego mansardowy barokowy dach i następnie służył jako koszary wojskowe i szpital. Obecnie mieści się w nim Liceum im. Adama Mickiewicza.

## Opis

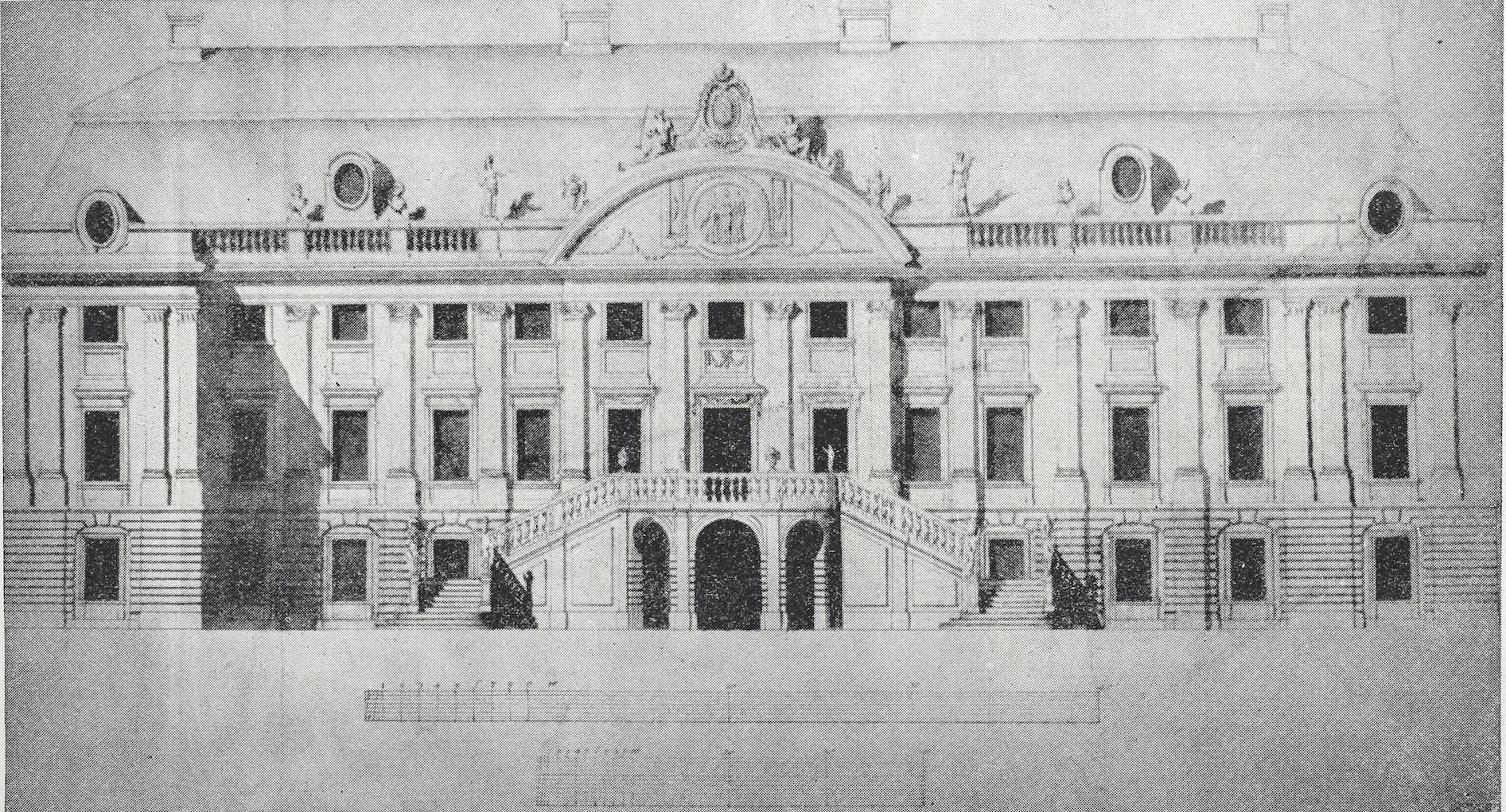
Pałac w Opolu od północy (1776)

Obecna forma budynku jest wynikiem przebudowy barokowej rezydencji na rosyjskie koszary po 1854 roku. Wcześniejszy kształt architektoniczny pałacu, szczególnie wysoki barokowy dach mansardowy, rzeźby na tympanonach, kamienne balustrady i inne ornamenty, zostały usunięte przez Rosjan i już nie przywrócone, co w dużym stopniu oszpeciło budynek. Obecnie pałac to trzykondygnacyjny budynek na planie prostokąta z ryzalitami na końcach elewacji. Układ wnętrz jest dwutraktowy i częściowo zmieniony w trakcie przebudów i remontów. Wystrój wnętrz z XVIII wieku nie zachował się. W przyziemiu zachowały się sklepienia z lunetami i kolebkowe. Północna fasada wychodząca na dziedziniec ma trzynaście osi, rozdzielonych pilastrami z jońskimi kapitelami. Środkowe okno (nieco szersze od pozostałych) na piętrze fasady jest pozostałością po XVIII-wiecznych głównych drzwiach wejściowych, na które prowadzą biegi kamiennych stopni. Elewacja południowa – dawniej wychodząca na reprezentacyjny ogród barokowy, ma piętnaście osi z pilastrami, ale z kapitelami toskańskimi. Tworzący bazę dla budynku parter jest boniowany.
W związku z tym, że nie przeprowadzono wykopalisk archeologicznych, do tej pory jeszcze niewiele wiadomo o dawnych budynkach znajdujących się w miejscu pałacu i jego otoczeniu. Zachował się jedynie budynek gospodarczy od strony południowo-wschodniej, który w XIX wieku został zamieniony na szpital. Wcześniej był to jeden z czterech budynków wzniesionych w XVIII wieku i otaczających dziedziniec pałacowy. Na fundamentach budynków gospodarczych od strony południowo-zachodniej wznosi się jeden z budynków szpitalnych. Po zabudowaniach północnych nie zachowały się żadne ślady – północno-zachodni został rozebrany w 1996 roku, północno-wschodni znacznie wcześniej.
Na zachód od pałacu zachowało się kilka budynków folwarku. Spichlerz z końca XVIII wieku zaadaptowano na kino i Opolskie Centrum Kultury. Położony na południe od pałacu szpital polowy, wybudowany w drugiej połowie XIX wieku przez wojsko, został rozebrany w 2001 roku. Zachowała się także XVIII-wieczna figura św. Jana Nepomucena, obecnie na terenie szpitala; prawdopodobnie pierwotnie figura ta była ustawiona na okrągłej wyspie w ozdobnym stawie po północnej stronie pałacu.

## Zamek Słupeckich
Ze wzmianek wynika, że w 1368 roku właścicielem Opola był Sięgniew ze Słupczy, Kowali i Puszyna. Prawa miejskie Opole otrzymało pod koniec XIV wieku i być może wtedy powstała w tym miejscu pierwsza ufortyfikowana siedziba Słupeckich. Założenie to było otoczone z trzech stron stawami i fosą od zachodu, jednak jego dokładne rozplanowanie nie jest znane. W roku 1398 (?) wymieniany był Przecław Słupecki student Uniwersytetu w Heidelbergu. Kronikarz Jan Długosz w roku 1478 wymienił jako właściciela Opola Jana z Konar i Słupcy, który uzyskał od króla Kazimierza Jagiellończyka potwierdzenie dawnych przywilejów oraz nadanie jarmarków. Wpływy rodziny Słupeckich herbu Rawicz zwiększyły się w XVI wieku, gdy godność senatora otrzymał rotmistrz i starosta sokalski Zbigniew Słupecki, który poślubił córkę hetmana Mikołaja Firleja. Przypuszczalnie to jego syn Stanisław Słupecki z Konar, poseł, senator i kasztelan lubelski, wykształcony w Wittenberdze i Lipsku, przypuszczalnie wybudował zamek (lub ufortyfikowany dwór) i zaczął gromadzić w nim razem z bratem Zbigniewem Słupeckim (zm. 1594) zbiory malarstwa i bibliotekę.
Niedługo po 1600 roku rozpoczęto prace nad przebudową średniowiecznego dworu na pałac, kiedy to senator i kasztelan lubelski Feliks Słupecki (ok. 1571-1616) i Barbara Leszczyńska – siostra Rafała Leszczyńskiego – wzięli ślub w zamku w Baranowie Sandomierskim. Budowę nowej rezydencji w Opolu ukończono w 1613 r. o czym świadczy belka stropowa odkryta podczas remontu pałacu w latach 30. XX wieku. Belka znajduje się obecnie w starej dzwonnicy przy kościele parafialnym w Opolu.
Pałac Feliksa Słupeckiego ukończony w 1613 roku był zbudowany z białego kamienia i cegły, pokryty dachówką, miał sześć wierzchów (szczytów?), dwie kondygnacje i w narożach cztery kryte blachą alkierze z pokoikami. Dostępu do środka broniła wielka, żelazna krata przy wejściu. W dolnej kondygnacji znajdowały się pomieszczenia gospodarcze. Do reprezentacyjnych pomieszczeń na piętrze prowadziły zewnętrze, jednobiegowe i dwustronne schody z gankiem, nad którym wznosiła się dekoracyjna wieżyczka. Na piętrze znajdowała się sień z sionką i pokój stołowy, w bocznej izbie biblioteka, do tego dwa pokoje narożne i apteczka. Komunikację wewnątrz pałacu umożliwiały także kręcone schody w alkierzu od strony ogrodu.
W pobliżu dworu znajdowały się: wieża narożna, Dom Wysoki, który być może był średniowieczną wieżą obronną Słupeckich, starszy dwór nazywany „domem niskim służnym”, dom kuchenny, łaźnia, dom ogrodnika, dom urzędniczy oraz ogród włoski. Siedzibę poprzedzały wielki staw i sadzawka, wykorzystane w XVIII wieku przy projektowaniu barokowego ogrodu. Całość założenia zachowała dawny układ obronny i jeszcze w końcu XVII wieku była otoczona fosą i stawami oraz palisadą. Do rezydencji wjeżdżało się groblą i murowaną bramą wjazdową. Z dwóch stron bramy znajdowały się łamane schody prowadzące do dwóch izb ponad nią, które służyły jako zbrojownia. Niewykluczone, że Feliks Słupecki rozbudował istniejącą wtedy XVI-wieczną rezydencję o cechach gotyckich i nadał jej kształt siedziby pałacowej o charakterze manierystycznym.
Feliks Słupecki był kalwinistą, w przeciwieństwie do większości Polaków, którzy byli katolikami i członkowie jego rodziny studiowali w Norymberdze, Heidelbergu, Strasburgu, Bazylei i Lejdzie, zamiast preferować np. uniwersytet w Padwie przez innych Polaków. Słupeccy utrzymywali żywe kontakty z myślicielami zachodnioeuropejskimi i wielu z nich gościli w Opolu (m.in. przebywał u Feliksa Słupeckiego wykładowca z uniwersytetu w Lejdzie Petrus Bertius, autor „Tabulae Geographicae Contractus”). Ze źródeł wiadomo m.in., że Feliks Słupecki korespondował z holenderskim prawnikiem protestanckim Hugo de Groot (Grotius). Obszerna biblioteka Słupeckiego zawierała szereg dzieł teologicznych, a w 1598 r. Wraz z Krzysztofem Kraińskim założył w Opolu Lubelskim szkołę kościoła reformowanego. Pod koniec życia Feliks nawrócił się na katolicyzm.
Jerzy Słupecki, ostatni męski potomek rodu, zmarł w 1664 r. Po nim właścicielami były jego córki – Teodora, żona Stanisława Dunin-Borkowskiego i Barbara, żona Marka Butlera herbu Butler, a następnie Jana Żydowskiego, chorążego krakowskiego. Następnie dobra odziedziczyła córka Teodory, Teresa z Dunin-Borkowskich żona Stanisława Tarło, a po niej jej syn Jan Tarło wojewoda lubelski ożeniony w 1720 roku z Elżbietą Łaszczową.

## Pałac Jana Tarły

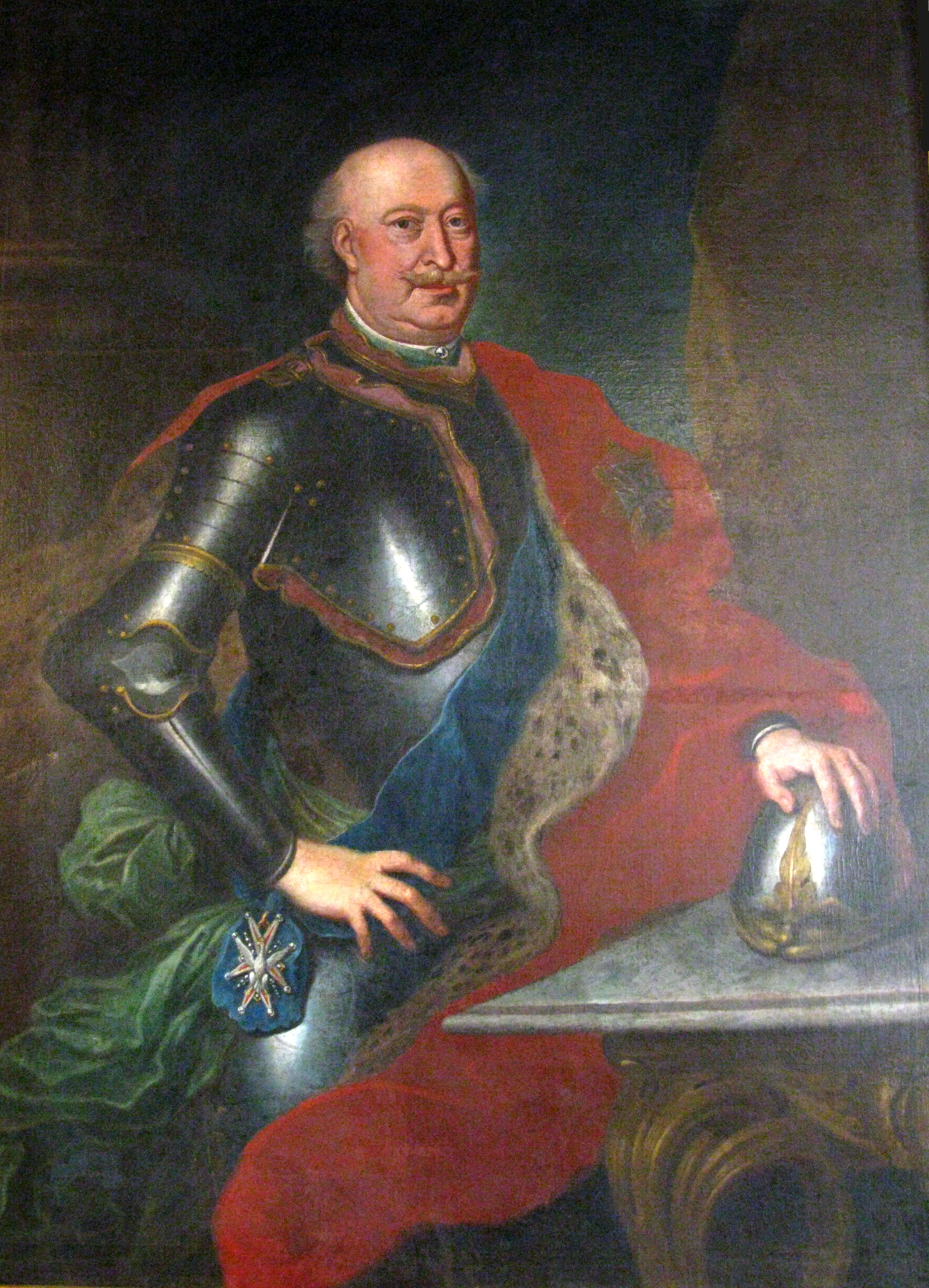
Jan Tarło

Pałac przebudowano w stylu barokowym w latach 1737–1743 dla Jana Tarły, wojewody lubelskiego, pod kierunkiem morawskiego budowniczego Franciszka Antoniego Magiera (Mayera). Kontrakt zobowiązywał go do przebudowania starego pałacu w Opolu i wybudowania nowych pawilonów w narożach. Zburzono wtedy narożne pokoiki i w ich miejsce zbudowano boczne wystające ryzality. Powstał wtedy 13-osiowy, 40 metrowy, trzykondygnacyjny budynek z 24 pomieszczeniami. Przebudowa mogła polegać na wyburzeniu alkierzy i wzniesieniu w to miejsce trzytraktowych pawilonów, które utworzyły symetryczne ryzality boczne. Z pałacu Słupeckich pozostawiono zewnętrze schody prowadzące na piętro. Podwyższenie budynku o jedną kondygnację umożliwiło powstanie dwukondygnacyjnej sali balowej, ozdobionej pilastrami i rzeźbami w formie medalionów, wazonów oraz kwiatowych festonów. Na dziedziniec paradny, który był otoczony czterema symetrycznie ustawionymi oficynami, prowadziła aleja po grobli usypanej na stawie.
W inwentarzu pałacowym z 1750 r. odnotowano duży zbiór malarstwa, o obrazach wspomina również spis majątku Słupeckich z 1688 r. Większość z nich były to obrazy przypuszczalnie pochodzenia holenderskiego i włoskiego, ze scenami rodzajowymi, pejzażami oraz martwe natury. W pomieszczeniach stały gdańskie kanapy, stoły, szafy i krzesła. W jednym z gabinetów wymieniano piec saski wyzłacany. Obrazy wisiały we wszystkich pomieszczeniach pałacowych, w pokojach, sieniach, kaplicy, altanie i cekhauzie (zbrojowni).
Całość tworzyła barokowe założenie pałacowe w typie entre cour et jardin (między dziedzińcem a ogrodem).
Jan Tarło sprowadził do Opola w 1743 r. zakon pijarów i pomógł im wybudować barokowy klasztor. Pijarzy otworzyli w 1761 r. w Opolu pierwszą w Polsce zawodową szkołę rzemieślniczą, opartą na nowoczesnych zasadach nauczania. Wiele książek z pałacu zostało w związku z tym przekazanych do klasztoru, jednak wielka biblioteka została rozproszona w XIX wieku. Pijarzy zostali wypędzeni z Opola przez Rosjan po Powstaniu styczniowym w 1863 roku.
Wdową po Janie Tarło była, odgrywająca znaczną rolę polityczną, Zofia Krasińska, która założyła wokół pałacu park i powiększyła zbiory gromadzone w pałacu. Zofia Krasińska wyszła w 1754 roku za Antoniego Lubomirskiego i z tym rodem związane były następnie losy pałacu przez kilka następnych dekad.

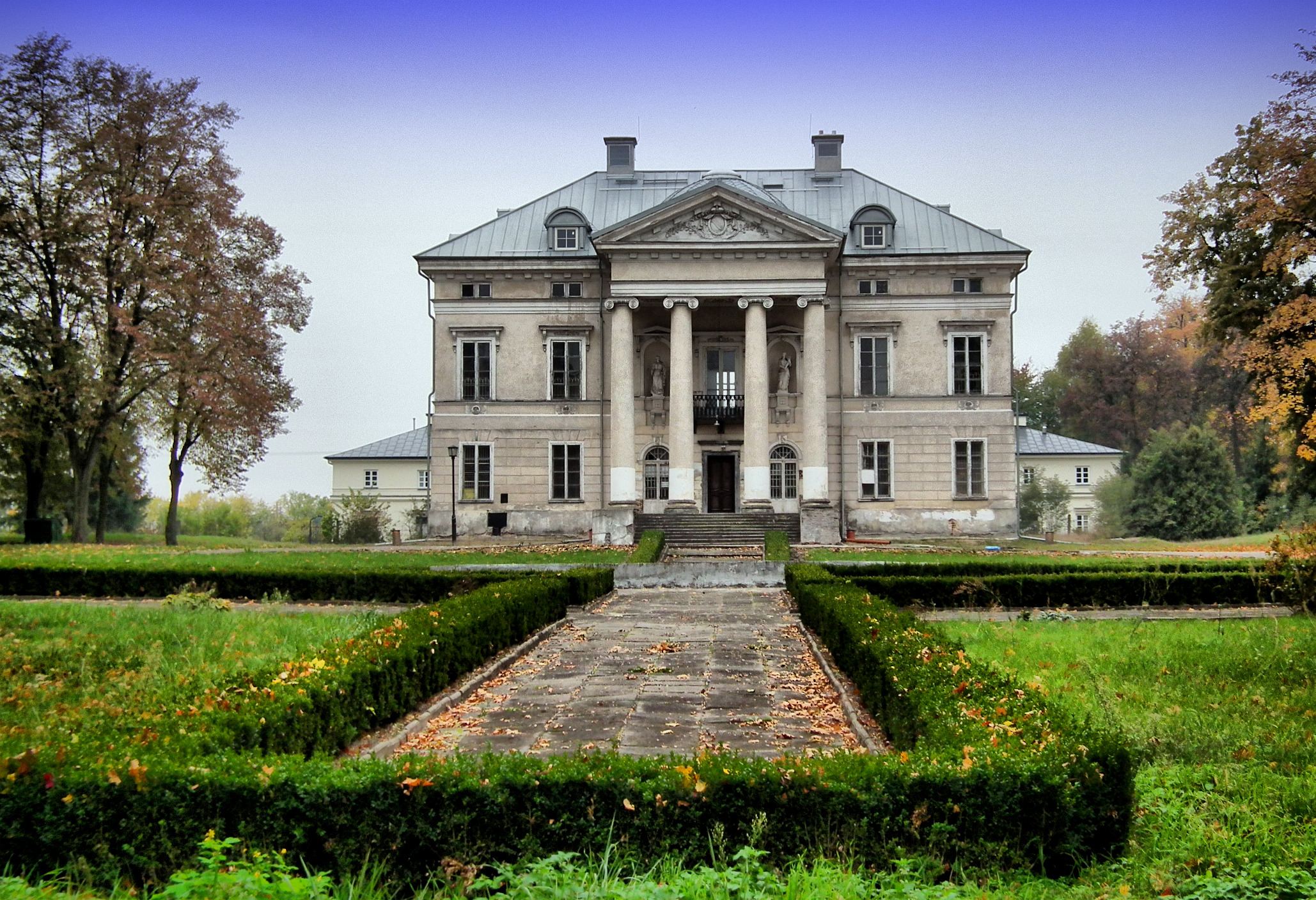
Willa Lubomirskich w Niezdowie

## Pałac Lubomirskich
Po ślubie z Zofią Krasińską, wdową po Janie Tarło, od 1754 r. pałac i otaczający go majątek ziemski wszedł w posiadanie księcia Antoniego Lubomirskiego, wojewody lubelskiego. Razem z żoną podjęli przebudowę pałacu w latach 1766–1771 wg projektu (m.in.) Domenico Merliniego i Ferdynanda Naxa, przy bliżej nieznanym współudziale królewskiego architekta Jakuba Fontany. W zachodnią ścianę budynku wmurowana jest marmurowa tablica ufundowana w 1773 przez Zofię z Krasnego Krasińską i księcia Antoniego Lubomirskich na pamiątkę przeprowadzonej restauracji pałacu.
Pałac odziedziczył w 1782 roku siostrzeniec Antoniego, książę Aleksander Lubomirski (zm. 1804). Aleksander Lubomirski zbudował w latach 1785–1787 willę palladiańską dla przyjmowania gości w Niezdowie, około 1 km na zachód od pałacu.
Książę Aleksander Lubomirski ożenił się z Rozalią Czartoryską, z którą miał córkę księżniczkę Aleksandrę Franciszkę Lubomirską. Rozalia przebywała w Paryżu (z mającą 7 lat córką Aleksandrą) w czasie Rewolucji Francuskiej. Była kilkakrotnie aresztowana w Paryżu pod zarzutem szpiegostwa i pod tym zarzutem została zgilotynowana w 1794 roku w wieku 26 lat. Jej córka Aleksandra została uwolniona z więzienia, w którym była przetrzymywana ze swoją zmarłą matką, i wróciła do Opola Lubelskiego.

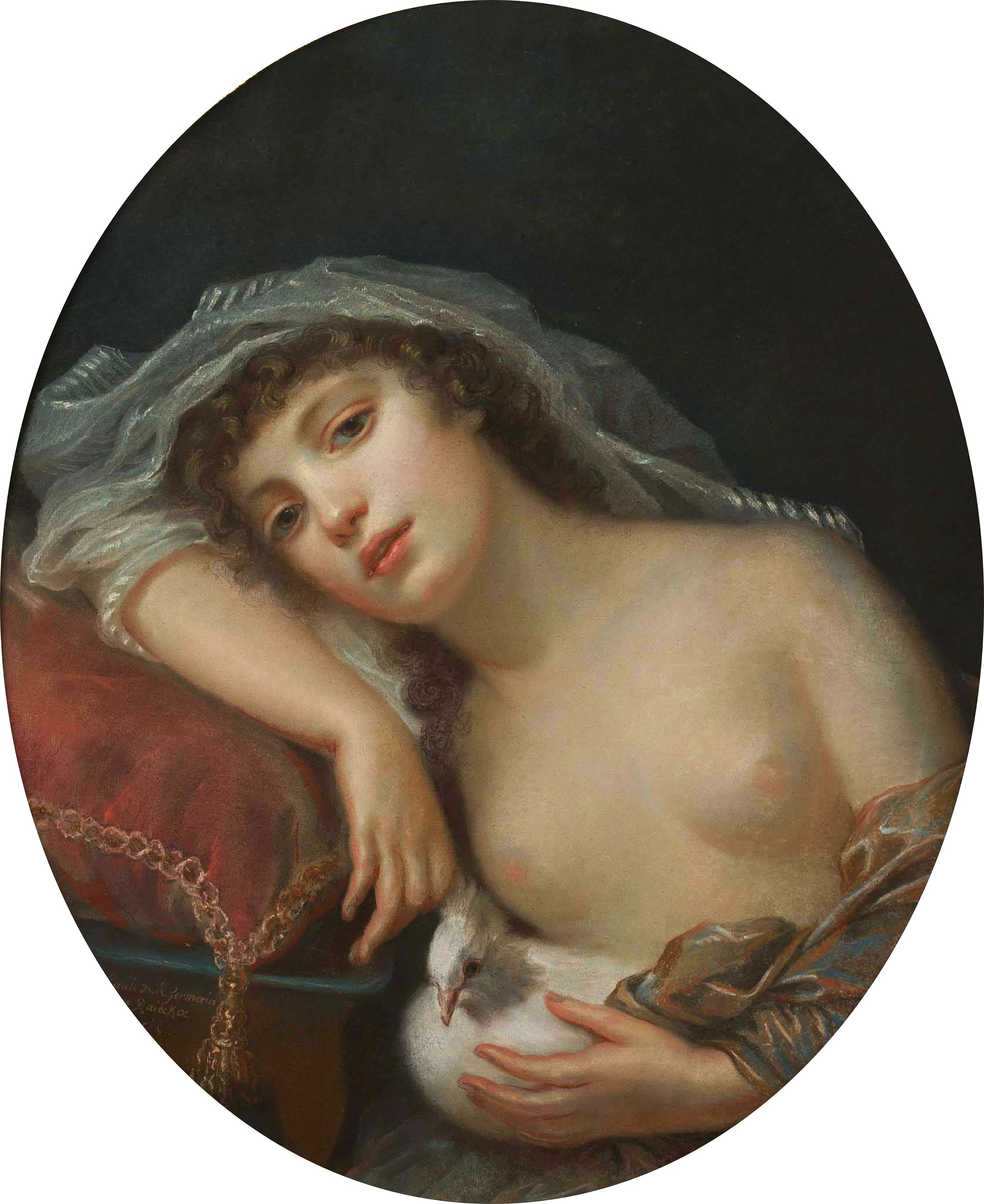
Rozalia Lubomirska, stracona w Paryżu w 1794 r

Nauczycielem Aleksandry w Opolu około 1800 roku był Jean Vesque de Puttelange, były urzędnik państwowy w habsburskiej części Niderlandów, który przebywał w Polsce na wygnaniu. W pałacu urodził się jego syn Johann Vesque von Püttlingen (kompozytor „J. Hoven”). W 1804 Aleksandra wraz z ojcem przeniosła się do Wiednia, gdzie wyszła za mąż za orientalistę hrabiego Emira Wacława Seweryna Rzewuskiego.

## Pałac w XIX wieku
W 1847 roku Aleksandra Rzewuska z Lubomirskich sprzedała pałac w Niezdowie sędziemu Kazimierzowi Wydrychiewiczowi. W 1854 roku sprzedała pałac w Opolu rosyjskiemu generałowi Iwanowi Paskiewiczowi, który od 1831 był namiestnikiem Królestwa Polskiego. Paskiewicz ogołocił pałac i przekazał rosyjskiemu rządowi. W wyniku tego po 1854 r. pałac przebudowano na rosyjskie koszary wojskowe i w związku z tym architektura pałacu została poważnie zniekształcona. Między innymi wtedy usunięto mansardowy dach oraz skuto barokowe balustrady i tympanony, a także podwyższono trzecią kondygnację. Budynki gospodarcze przebudowano na szpital. Dawny wystrój wnętrz został zniszczony.
W latach 1933–1939 budynek został wyremontowany. W latach 1954–1956 budynek zaadaptowano na cele szkolne. W latach 2001–2002 pomalowano fasadę. Obecnie budynek dawnego pałacu jest wykorzystywany jako liceum ogólnokształcące imienia Adama Mickiewicza.

## Zbiory sztuki i księgozbiór pałacowy
Od XVI wieku w pałacu znajdowała się powiększana przez dziesięciolecia kolekcja książek, a także kolekcja malarstwa holenderskiego. Biblioteka i obrazy uległy rozproszeniu w połowie XIX wieku, kiedy to pałac przeszedł na własność rosyjskiego generała Iwana Paskiewicza. Część książek znajdujących się w bibliotece pałacowej trafiło do seminarium pijarów w Opolu Lubelskim, a po kasacie zakonu po upadku Powstania styczniowego, część księgozbioru trafiła do Biblioteki Publicznej im. Hieronima Łopacińskiego w Lublinie oraz do Biblioteki Seminarium Duchownego w Lublinie, gdzie znajduje się m.in. 20 książek Zbigniewa Słupeckiego i około 50 książek Feliksa Słupeckiego.

## Źródła
- Archiwum Państwowe w Lublinie, Księgi Grodzkie Lubelskie, sygn. 21279, k. 18
- Archiwum Państwowe w Lublinie, Księgi Grodzkie Lubelskie, sygn. 21287, k. 51v
- Archiwum Państwowe w Lublinie, Księgi Grodzkie Lubelskie, Regresti rerum mobilium Fatis JGMci Tarło Pltni Sandoirien. derelict. seu Inventarij Palatij Opolen, conscripti oblata 7.III.1750, sygn. 21471, k. 487-499
- Jan Długosz, Liber beneficiorum II, s. 545